# Communauté de communes Quercy Vert-Aveyron
La communauté de communes Quercy Vert-Aveyron est une communauté de communes française, située dans le département de Tarn-et-Garonne et la région Occitanie.
Elle est issue de la fusion en 2017 de la communauté de communes Terrasses et Vallée de l'Aveyron et de la communauté de communes du Quercy vert.

## Historique
Elle est créée à la suite du Schéma de coopération intercommunale (SDCI) prenant effet le 1er janvier 2017. Elle est issue de la fusion entre les communautés de communes Terrasses et Vallées de l'Aveyron (7 communes) et du Quercy Vert (6 communes). À la suite de cette fusion, la nouvelle intercommunalité est composée de 12 communes.
L’arrêté définitif a été pris le 9 septembre 2016
Le 1er janvier 2025, la commune de Léojac-Bellegarde quite la communauté de communes Quercy Vert-Aveyron et intègre la communauté d’agglomération du Grand Montauban.

## Territoire communautaire

### Géographie
Située à l'est  du département de Tarn-et-Garonne, la communauté de communes Quercy Vert-Aveyron regroupe 12 communes et présente une superficie de 337 km2.

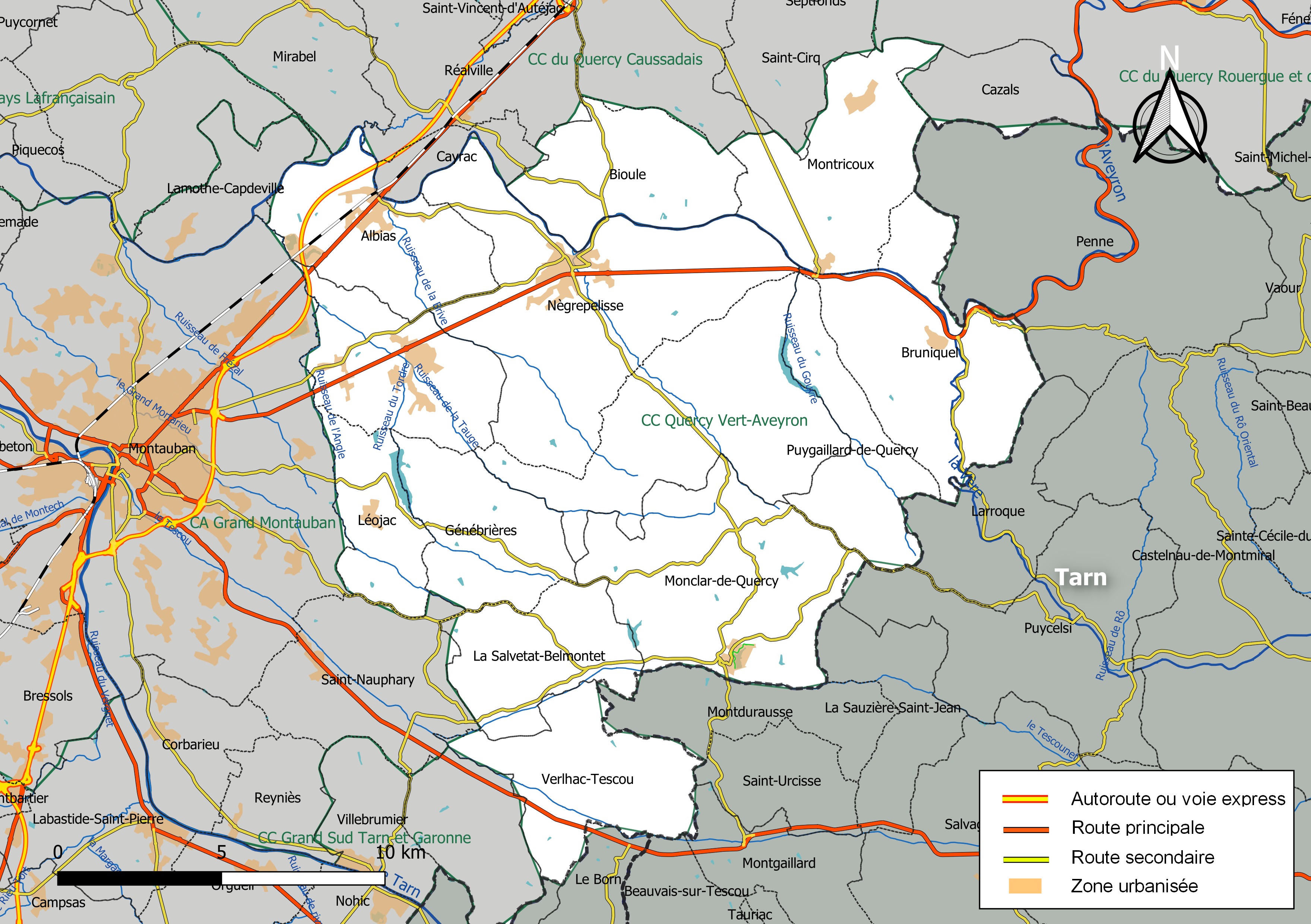
Carte de la communauté de communes Quercy Vert-Aveyron au 1er janvier 2019.

### Composition

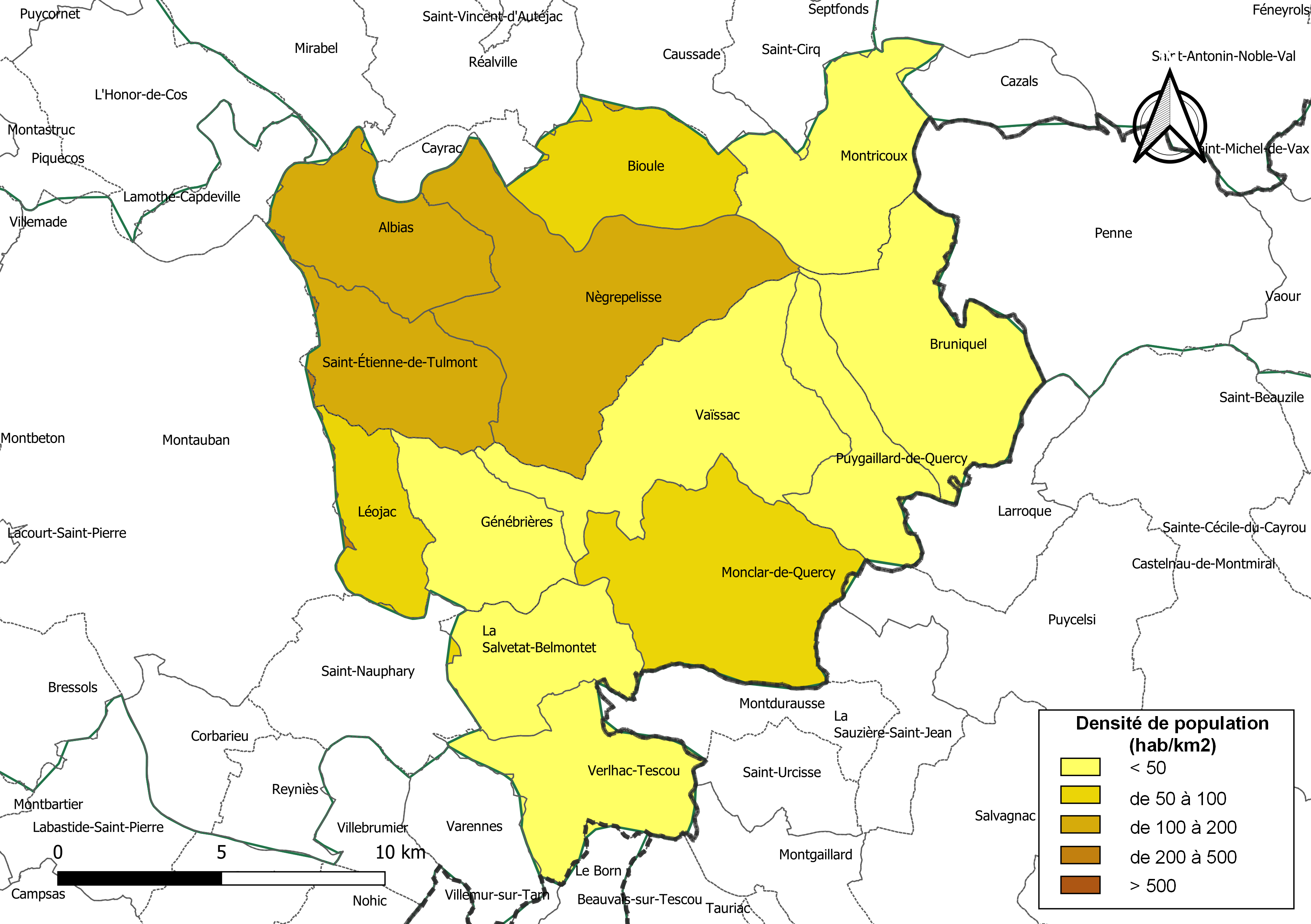
Carte des densités de population (millésimée 2016) des communes de la communauté de communes Quercy Vert-Aveyron. Composition en communes au 1er janvier 2019.

La communauté de communes est composée des 12 communes suivantes :

| Nom                      | Code Insee | Gentilé         | Superficie (km2) | Population (dernière pop. légale) | Densité (hab./km2) |
| ------------------------ | ---------- | --------------- | ---------------- | --------------------------------- | ------------------ |
| Nègrepelisse (siège)     | 82134      | Négrepelissiens | 49,22            | 5 839 (2022)                      | 119                |
| Albias                   | 82002      | Albiassains     | 21,6             | 3 272 (2022)                      | 151                |
| Bioule                   | 82018      | Bioulais        | 20,44            | 1 194 (2022)                      | 58                 |
| Bruniquel                | 82026      | bruniquelais    | 33,2             | 639 (2022)                        | 19                 |
| Génébrières              | 82066      | Génébriérais    | 18,45            | 636 (2022)                        | 34                 |
| Monclar-de-Quercy        | 82115      | Monclarais      | 37,75            | 2 039 (2022)                      | 54                 |
| Montricoux               | 82132      | Montricounais   | 26,44            | 1 175 (2022)                      | 44                 |
| Puygaillard-de-Quercy    | 82145      | Puygaillardais  | 17,4             | 379 (2022)                        | 22                 |
| Saint-Étienne-de-Tulmont | 82161      | Stéphanois      | 21,14            | 4 050 (2022)                      | 192                |
| La Salvetat-Belmontet    | 82176      | Salvimontois    | 18,63            | 967 (2022)                        | 52                 |
| Vaïssac                  | 82184      | Vaïssacais      | 37,21            | 952 (2022)                        | 26                 |
| Verlhac-Tescou           | 82192      | Verlhacois      | 22,69            | 565 (2022)                        | 25                 |

### Démographie
| 2017   | 2021   |
| ------ | ------ |
| 21 794 | 22 766 |

## Administration

### Conseil communautaire
Les 32 délégués sont ainsi répartis selon la règle du droit commun comme suit :
| Nombre de délégués | Communes                 |
| ------------------ | ------------------------ |
| 9                  | Nègrepelisse             |
| 6                  | Saint-Étienne-de-Tulmont |
| 5                  | Albias                   |
| 3                  | Monclar-de-Quercy        |
| 1                  | Les autres communes      |

## Liste des Présidents successifs
| Période          | Période      | Identité          | Étiquette | Qualité               |
| ---------------- | ------------ | ----------------- | --------- | --------------------- |
| janvier 2017,    | juillet 2020 | Maurice Correcher | DVD       | maire de Nègrepelisse |
| 16 juillet 2020, | En cours     | Morgan Tellier    | DVG       | maire de Nègrepelisse |